# Continentale collisie

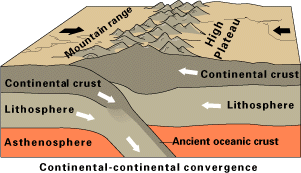
Tekening van een tektonische collisie tussen twee continenten

Gebergtevorming door een omgekeerde breukbeweging

Continentale collisie of continent-continent collisie (collisie betekent botsing) is het proces dat in de platentektoniek optreedt als twee continenten tegen elkaar "botsen", waarna gebergtevorming of orogenese kan optreden.
Continentale collisie treedt in het volgende geval op: wanneer oceanische korst van een tektonische plaat onder continentale korst van een andere plaat subduceert, maar de subducerende plaat ook een stuk continentale korst (in de vorm van een continent) bevat. Zodra het continent bij de subductiezone aankomt begint de continentale collisie. Oceanische korst heeft een hogere dichtheid dan continentale korst, bovendien is continentale korst meestal veel dikker dan oceanische. Gevolg is dat een continent veel moeilijker subduceert (in de aardmantel verdwijnt) dan de eraan vastzittende oceanische korst.
De oceanische korst die inmiddels gesubduceerd is (de zogenaamde "slab") zit nog wel vast aan het continent en trekt het mee (zogenaamde "slab pull") de subductiezone in. De slab pull stopt als de oceanische korst van de slab afbreekt (zogenaamde "slab detachment"). In plaats van de mantel in te subduceren zal het continent zich in het andere continent bewegen, waarbij verdikking van de korst door middel van gebergtevorming optreedt.
Een voorbeeld van continentale collisie is bijvoorbeeld het botsen van het continent India op Eurazië, waarna de Himalaya ontstaat. Voor deze collisie subduceerde oceanische korst van de Indiase plaat onder het continent Eurazië. De Alpen ontstaan doordat continentale korst van de Adriatische (Italiaanse) microplaat met Europa collideert.